# أندرو أرناوتوف
أندرو أرناوتوف (بالإوكرانية:Арнаутов Андрій) المعروف أيضًا باسم أندرو فالنتين، من مواليد 27 أغسطس 1967 روستوف أون دون، جمهورية روسيا الاتحادية الاشتراكية السوفياتية، هو موسيقي وعازف جاز ومنتج أمريكي وأوكراني. 

## الحياة والعمل
في عام 1983 بدأ أندرو أرناوتوف تعلم العزف علي القيثارة والباس المزدوج في قسم موسيقى الجاز بكلية روستوف للفنون، وفي عام 1986 تم نقله إلى كلية الموسيقى بولاية جينيسينز لمواصلة تدريبه الرسمي، أثناء دراسته في موسكو التقى أندرو بديفيد فريزين خلال جولته في اتحاد الجمهوريات الاشتراكية السوفياتية مع بول هورن، في ذلك الوقت كان يعزف مع أساطير موسيقى الجاز مثل ديزي جيليسبي وبات ميثيني وبول هورن.
في عام 1990 بعد تخرجه من كلية الموسيقى بولاية جينيسينز بدرجة البكالوريوس في الأداء الموسيقي، انتقل أندرو أرناوتوف إلى الولايات المتحدة، وفي عام 1991 حصل على منحة كلية باركلي للموسيقى، في باركلي درس موسيقى الباس مع أوسكار ستاجنارو وأصبح مغرمًا بالموسيقى الأفرو كوبية والجاز اللاتيني والسالسا.
أثناء وجوده في بوسطن كان يؤدي أحيانًا مع عازف البوق روي هارجروف، وعازف الجاز اللاتيني فيكتور ميندوزا. 
في أواخر التسعينيات شكل أندرو فرقة جاز وسالسا لاتينية تسمى ويست إند مامبو "West End Mambo".
منذ عام 2002 بعد انتقاله إلى أوكرانيا أصبح أندرو ضيفًا متكررًا في العديد من مهرجانات الجاز الأوروبية بمشاريعه الأصلية. في عام 2005 غنى في مهرجان الموسيقى الدولي جاز كوكتيبيل "Jazz Koktebel" مع فالنتين كوارتي "Valentine Quartet".  في عام 2008 سجل ألبومًا مع عازف البيانو لسونى رولينز مارك سوسكين.
في عام 2013 عزف أندروا للدراما التاريخية الأوكرانية "الدليل" وظهر في الفيلم كعازف باس مزدوج، وفي عام 2016 غنى في مشروع ثنائي مع ديفيد فريزين في مهرجان موسيقى جاز بيز،  وفي العام التالي أصبح منظمًا لموسيقى فريزين الأصلية التي كُتبت لأوركسترا الأدوات النحاسية، والتي قدمتها الفرقة السمفونية الأكاديمية الوطنية في أوكرانيا في مايو 2017.
في عام 2017 تعاون أندرو مع ابن راي براون وإيلا فيتزجيرالد - راي براون جونيور، في عام 2018 سجل ألبوم مع راي براون جونيور، وفي العام نفسه أصبح أندرو قائد فرقة ومؤلفًا موسيقيًا في برنامج "Late Night Show with Yuriy Marchenko".
في عام 2020 أصدر ألبوم "Testimony" للموسيقى الأصلية لديفيد فريزين بترتيباتأمدرو وتنسيقها لأوركسترا النحاس والرباعية.
1. ↑  "JazzTimes". مؤرشف من الأصل في 2023-03-29.
2. ↑  ""Jazz Bez": зимове свято джазу"". مؤرشف من الأصل في 2023-03-29.
3. ↑  "Дует контрабасистів: Девід Фрізен і Андрій Арнаутов". مؤرشف من الأصل في 2023-03-29.
4. ↑  ""У Тернополі виступив відомий американський басист українського походження"". مؤرشف من الأصل في 2023-03-29.
5. ↑  ""Andrew Arnautov // www.UMKA.com.ua"". مؤرشف من الأصل في 2023-03-29.
6. ↑  ""Арнаутов Андрей"". مؤرشف من الأصل في 2023-03-07.
7. ↑  ""West End Mambo adds Latin flair to Musical Chairs"". مؤرشف من الأصل في 2023-03-07.
8. ↑  ""Tito"". مؤرشف من الأصل في 2023-03-07.
9. ↑  ""Koktebel's Cultural Resistance"". مؤرشف من الأصل في 2023-03-07.
10. ↑  ""СхідSide meets Mark Soskin – A Night In Kiev (2008, CD)"". مؤرشف من الأصل في 2023-03-07.
11. ↑  ""Поводир, або Квіти мають очі - Офіційний трейлер (2013) HD"". مؤرشف من الأصل في 2023-03-07.
12. ↑  ""Дует контрабасистів: Девід Фрізен і Андрій Арнаутов"". مؤرشف من الأصل في 2023-03-29.
13. ↑  "Jazz Bez Тернопіль 2016 David Friesen & Andrew Arnautov Project". مؤرشف من الأصل في 2023-03-07.
14. ↑  ""Events - National Academic Symphonic band of Ukraine"". مؤرشف من الأصل في 2021-04-30.
15. ↑  """Музика – це все, що є навколо""". مؤرشف من الأصل في 2023-03-29.
16. ↑  "This Is Ray Brown Jr". مؤرشف من الأصل في 2023-03-07.
17. ↑  ""Show time, baby: як знімають "Вечірнє шоу з Юрієм Марченком"". مؤرشف من الأصل في 2023-03-29.
18. ↑  ""David Friesen with orchestra and quartet: Testimony album review @ All About Jazz"". مؤرشف من الأصل في 2023-03-29.